# گیلفورد
گیلفورد (به انگلیسی: Guildford) (‎i‎/ˈɡɪlfərd/‎) شهری در منطقهٔ ساری کشور انگلستان است که این کشور خود بخشی از بریتانیا محسوب می‌شود. این شهر در سال ۱۹۹۱ میلادی ۶۵٫۹۹۸ نفر جمعیت داشته و در سرشماری سال ۲۰۰۱ جمعیت آن به ۶۹٫۴۰۰ نفر رسیده‌است. میزان رشد سالانهٔ جمعیت گیلفورد ‎-۰٫۱۵ درصد می‌باشد و جمعیت این شهر در سال ۲۰۱۲ به ۶۸٫۲۳۰ نفر تغییر یافت.
latitudeگیلفوردlongitudeگیلفورد
مهم‌ترین دانشگاه این منطقه، دانشگاه ساری است. در این شهر زمین‌های گلف بسیاری وجود دارد.